# Irene Huss
Irene Huss is een Zweedse politieserie gebaseerd op boeken van Helene Tursten.

## Verhaal
Irene Huss is getrouwd met Krister (Reuben Sallmander). Samen hebben ze twee tienerdochters, Katarina en Jenny. Het gezin woont in Göteborg. Om de spanning van haar bij de politie te ontladen, doet Irene aan jiu jitsu, waarvan ze de zwarte band heeft.
Huss is lid van een team dat moordzaken oplost. Ze wordt bijgestaan door collega's Jonny Blom (Dag Malmberg en Fredrik Stridh (Eric Ericson). Het team wordt geleid door Sven Andersson (Lars Brandeby).

## Rolverdeling
- Angela Kovács als Irene Huss
- Lars Brandeby als Sven Andersson
- Dag Malmberg als Jonny Blom
- Eric Ericson als Fredrik Stridh
- Reuben Sallmander als Krister Huss
- Felicia Löwerdahl als Katarina Huss
- Mikaela Knapp als Jenny Huss

## Afleveringen
| Aflevering | Titel                    | Nederlandse titel                | Deense uitzending |
| Seizoen 1  | Seizoen 1                | Seizoen 1                        | Seizoen 1         |
| ---------- | ------------------------ | -------------------------------- | ----------------- |
| 1.1        | Tatuerad torso           | De getatoeëerde torso            | 17-08-2007        |
| 1.2        | Den krossade tanghästen  | Het paardenbeeldje               | 05-03-2008        |
| 1.3        | Eldsdansen               | De vuurdans                      | 09-07-2008        |
| 1.4        | Nattrond                 | De nachtronde                    | 30-04-2008        |
| 1.5        | Glasdjävulen             | De glasduivel                    | 11-06-2008        |
| 1.6        | Guldkalven               | De gold digger                   | 17-09-2008        |
| Seizoen 2  |                          |                                  |                   |
| 2.1        | Den som vakar i mörkret  | Hij die in het donker waakt      | 06-07-2011        |
| 2.2        | Det lömska nätet         | Het verraderlijke net            | 10-08-2011        |
| 2.3        | En man med litet ansikte | Man met een klein gezicht        | 07-09-2011        |
| 2.4        | Tystnadens cirkel        | Stiltecirkel                     | 05-10-2011        |
| 2.5        | I Skydd av skuggorna     | Onder bescherming van de schaduw | 09-11-2011        |
| 2.6        | Jagat vittne             | Getuigenjacht                    | 07-12-2011        |